# Dry Doddington
Dry Doddington – wieś w Anglii, w hrabstwie Lincolnshire, w dystrykcie South Kesteven. Leży 28 km na południowy zachód od Lincoln i 172 km na północ od Londynu.